# Pokrajinski muzej Koper
Pokrajinskem muzeju Koper (slovensko: Pokrajinski muzej Koper; italijansko Museo regionale di Capodistria) ima od leta 1954 sedež v prostorni palači Belgramoni Tacco v Kopru, zgrajeni v 17. stoletju in je odgovoren za potujočo kulturno dediščino na Primorskem območju Slovenije. Muzej je nastal leta 1911 kot Mestni muzej zgodovine in umetnosti (Museo Civico di Storia e d'Arte). Ob svoji stoletnici leta 2011 je muzej obogatil svojo zbirko in odprl novo stalno razstavo Med Serenissimo, Napoleonom in Habsburžani 

## Zgodovina
Prve pobude za ustanovitev muzeja v Kopru-Capodistria so se pojavile že konec 18. stoletja, a glavni zagon za njegovo ustanovitev je bila prva razstava Istrske regije v Kopru (Prima Esposizione Provinciale Istriana) leta 1910.  Leto kasneje je takratna občina Koper-Capodistria ustanovila Mestni muzej zgodovine in umetnosti (Museo Civico di Storia e d'Arte), po prvi svetovni vojni pa je prostorna stavba palače Belgramoni Tacco v začetku 17. stoletja začela služiti v muzejske namene.
Med drugo svetovno vojno je bila stalna zbirka pomanjkljiva, saj so bila številna dragocena umetniška dela prenesena v Furlanijo (Vlla Manin v Passarianu). Ob vključitvi 'Cone B' v Slovenijo leta 1954 se je muzej preimenoval v Okrajni muzej, leta 1967 pa se je spremenil v Pokrajinski muzej Koper (Museo Regionale di Capodistria). V letih 1981–85 je bila osrednja stavba muzeja popolnoma prenovljena, kar je omogočilo razširitev muzejske dejavnosti in preureditev zbirk.
Muzej pokriva širok nabor vsebin, predvsem na Primorskem: arheologija, zgodovina, umetnost in kulturna zgodovina, etnologija in kulturna dediščina obalnih in kraških območij. Pozornost se namenja sodelovanju v kulturnih, znanstvenih in izobraževalnih ustanovah in združenjih, s posebnim poudarkom na sodelovanju s slovenskimi institucijami v tujini ter italijanskimi in hrvaškimi institucijami v Istri in Dalmaciji.
Danes je v matični muzejski zgradbi arheološka zbirka skupaj z zbirkami, ki pokrivajo zgodovino kulture, umetnosti in zgodovine Istre od samega začetka do konca 19. stoletja. Konservatorsko restavratorska delavnica hrani muzejsko gradivo in organizira tehnične dneve in delavnice na začasnih razstavah v okviru izobraževalnih dejavnosti.

## Prizorišča
Muzej upravlja s tremi podružnicami; leta 1983 je bila Etnološka zbirka Pokrajinskega muzeja Koper ustanovljena kot samostojna podružnica (na Gramscijevem trgu), leta 1990 pa je muzej prevzel tudi odgovornost za Tartinijevo spominsko sobo v piranski rojstni hiši skladatelja in violinista Giuseppeja Tartinija. Na gradu Prem je bila leta 2008 odprta tretja sestrska zbirka, ki predstavlja gradove in gradbišča v porečju Reke.

## Zbirke
Nedavna stalna razstava Med Serenissimo, Napoleonom in Habsburžani zajema obdobje od 16. do 19. stoletja in predstavlja nekatere pomembnejše prebivalce, kot sta škofa Paolo Naldini in Pier Paolo Vergerio ml. (1498–1565), Santoria Santoria (1561–1636), zdravnika in raziskovalca, ki je izumil termometer, in pisatelja ter zgodovinarja Giovannija Rinalda (1720–1795). Na zaslonu je prvič predstavljena zbirka orožja.
Tako zbirka v lapidariju kot zbirka na prostem na vrtu palače predstavljata najstarejšo materialno kulturo obalnega in kraškega območja. Kulturno-umetnostnozgodovinsko zbirko sestavljajo skulpture, slike in umetnostno-obrtni izdelki, razvrščeni v kronološkem vrstnem redu in po temah, vse od zgodnjesrednjeveških skulptur z okrasno giljošo (9. – 11. Stoletje) do kopije freske Hrastoveljskega plesa smrti in napisi v glagolici.
Pinakoteka predstavlja slike, skulpture in izdelke umetniške obrti, dopolnjene z opremo beneškega kulturnega prostora iz 17. in 18. stoletja, zgodovinsko gradivo iz 18. in 19. stoletja pa nekatere ugledne osebnosti s področja medicine, farmacije, razsvetljensko in politično življenje na območju Kopra.
V paviljonu ob muzejskem lapidariju je predstavljena zbirka novejše zgodovine Južne Primorske, boj za preživetje v Brkinih, Slovenski Bistrici in Istri, ki jo je na Rapallovi sliki upodobil Tone Kralj, na Gramscijevem trgu pa je etnološka zbirka del stalne razstave.

## Razstave
Muzej skozi leto predstavlja več lastnih in potujočih razstav. V paviljonu ob muzejski lapidarni zbirki je bila v letih 1995–98 postavljena razstava novejše zgodovine, ki predstavlja nacionalni in politični boj istrskih Slovencev in Primorcev na prelomu 20. stoletja. Razstava zajema obdobja od nacionalnega prebujanja istrskih Slovencev pred prvo svetovno vojno do vključitve "Cone B" Svobodnega tržaškega ozemlja in diplomatskega boja za vključitev območja v slovensko domovino (Londonski memorandum leta 1954).
Februarja 2010 se načrtuje skupna razstava koprskega muzeja in več drugih slovenskih muzejev, skupaj z Mestnim muzejem Trst z fibulo v bajko. Na razstavi so predstavljene broške, ki so jih našli na zahodno slovenskem območju v bližini Furlanije. Sledi razvoju fibul na tem območju od prazgodovine do rimske dobe in zgodnjega srednjega veka.

## Povezave
- Palača Belgramoni-Tacco

- Spletna stran Pokrajinskega muzeja Koper Arhivirano 2018-08-10 na Wayback Machine.
- Navidezni vodnik po palači Belgramoni Tacco
- Navidezni vodnik po Lapidariju
- Prizorišča Pokrajinskega muzeja Koper na virtualnem vodniku po slovenskih muzejih in galerijah